# Lillerup
Lillerup er en lille herregård, hvis historie går helt tilbage til 1499. Lillerup ligger sydøst for Østbirk, ca. 4 km Øst for Stenbjerg Station. Gården ligger i Østbirk Sogn i Horsens Kommune. Hovedbygningen er opført i 1825.
Lillerup Gods er på 187 hektar

## Ejere af Lillerup
- (1499-1512) Forskelige ejere
- (1512-1581) Peder Christensen Skram
- (1581-1601) Niels Pedersen Skram
- (1601-1603) Elisabeth Nielsdatter Skram gift Bille
- (1603-1608) Espe Bille
- (1608-1610) Elisabeth Nielsdatter Skram gift Bille
- (1610-1630) Jacob Ulfeldt
- (1630-1656) Birgitte Brockenhuus gift Ulfeldt
- (1656-1663) Corfitz Jacobsen Ulfeldt
- (1663-1670) Kronen
- (1670-1678) Peter Hansen
- (1678-1680) Anna Elisabeth Petersdatter Hansen
- (1680-1683) Vilhelm baron Gyldenkrone
- (1683) Regitze Sophie Vind gift (1) Gyldenkrone (2) Juel
- (1683-1700) Jens Juel
- (1700-1714) Jørgen baron Gyldenkrone
- (1714-1715) Vibeke Dorothea Frederiksdatter von Gersdorff gift (1) Gyldenkrone (2) von Pentz
- (1715-1720) Gotfred von Pentz
- (1720-1724) Frederik von Gersdorff
- (1724-1726) Edel Margrethe Krag gift von Gersdorff
- (1726-1728) Jørgen Grabow
- (1728-1732) Lucie Hedvig von Levetzow gift Grabow
- (1732-1765) Hans Rudolf Jørgensen Grabow
- (1765-1772) Margrethe Øllegaard Rantzau gift Grabow
- (1772-1775) Frederik Christopher greve Trampe
- (1775-1777) Jørgen Ditlev Frederiksen greve Trampe
- (1777-1784) Casper Peter Rothe
- (1784-1787) Edel Katrine Severine Soelberg gift Rothe
- (1787-1797) Ulrik Christian von Schmidten
- (1797-1804) Anders Kruuse / Erik Christian greve Hoppe
- (1804-1812) Peter von Paulsen
- (1812-1821) Henrik Møller
- (1821-1823) Enkefru Paulsen
- (1823-1828) Johan Peter Friedrich "Fritz" von Paulsen
- (1828-1830) V.T. Scheuermann
- (1830) Enke Fru Scheuermann
- (1830-1840) H.C. Søltoft
- (1840-1859) J.L. von Halle
- (1859-1873) Johannes Friis
- (1873-1890) Hans Christian Brodersen
- (1890-1935) Axel Viggo Holm
- (1935-1944) Forskellige ejere
- (1944-1957) Anders Jensen Overgaard og Henry André Friis
- (1957-1990) Henry André Friis
- (1990-2006) Mads Bjørn Jensen
- (2006-) Martin Mogensen

 Der er for få eller ingen kildehenvisninger i denne artikel, hvilket er et problem. Du kan hjælpe ved at angive troværdige kilder til de påstande, som fremføres i artiklen.